# Svetlana Zaboluyeva
Svetlana Aleksandrova Zaboluyeva, en russe : Светлана Александровна Заболуева, née le 20 août 1966 à Mytichtchi, dans la République socialiste fédérative soviétique de Russie, est une joueuse russe de basket-ball des années 1990. Elle évolue durant sa carrière au poste d'ailière.

## Biographie
Elle est la femme du joueur de basket-ball Sergei Belov.

## Palmarès
- Championne olympique 1992
- Finaliste des Jeux olympiques 2000
- Finaliste du championnat du monde 1998
- Championne d'Europe 1989
- Championne d'Europe 1991
- Troisième du championnat d'Europe 1999